# Turn to You (Mother's Day Dedication)
"Turn to You (Mother's Day Dedication)" là một ca khúc của nam ca sĩ thu âm người Canada Justin Bieber. Ca khúc được phát hành vào 11 tháng 5 năm 2011 để dành riêng cho Ngày của Mẹ vào 13 tháng 5.

## Thực hiện
"Turn to You (Mother's Day Dedication)" được sáng tác và biên soạn bởi Justin Bieber, Nasri, Jacob Pena, Adam Messinger, Tom Strahle và được sản xuất bởi Bieber và Adam Messinger.

## Xếp hạng
| Bảng xếp hạng (2012)            | Vị trí cao nhất |
| ------------------------------- | --------------- |
| Úc (ARIA)                       | 25              |
| Áo (Ö3 Austria Top 40)          | 49              |
| Canada (Canadian Hot 100)       | 22              |
| Đan Mạch (Tracklisten)          | 12              |
| Pháp (SNEP)                     | 79              |
| Ireland (IRMA)                  | 27              |
| Hà Lan (Single Top 100)         | 24              |
| New Zealand (Recorded Music NZ) | 18              |
| Na Uy (VG-lista)                | 11              |
| Thụy Sĩ (Schweizer Hitparade)   | 35              |
| Anh Quốc (OCC)                  | 39              |
| Hoa Kỳ Billboard Hot 100        | 60              |

## Lịch sử phát hành
| Quốc gia | Ngày                | Định dạng       | Hãng đĩa                       |
| -------- | ------------------- | --------------- | ------------------------------ |
| Anh      | 11 tháng 5 năm 2012 | Tải kĩ thuật số | The Island Def Jam Music Group |